# 设计局

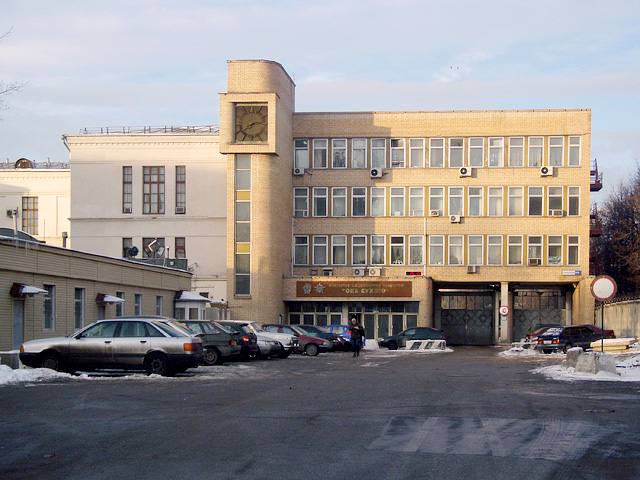
苏霍伊公司（JSC）总部/苏霍伊设计局

设计局（缩写：俄语：，拉丁化：Opytnoe Konstructorskoe Byuro，缩写：OKB）是苏联设计和开发武器的部门。俄语：（设计局）直译是一个原型设计局（实验设计局）。著名的米高扬古列维奇设计局和苏霍伊设计局均属于此类。

## 航空工业设计局代码
- KB-1 - “金刚石”科研生产联合体:设计研发反导系统及地对空导弹
- OKB-1 - 科罗廖夫第一试验设计局：设计研发运载火箭、人造卫星、载人飞船等航天系统项目。早年研发过弹道导弹。
- OKB-1 - 原本由Dr. Brunholff Baade帶領納粹德國研發團隊於此研發新飛機，爾後為了進一步監督德國人於1953年被解散。 [1]
- OKB-2 - “彩虹”机械制造设计局的旧名（OKB-155-2）
- OKB-3 - 布拉图欣直升机设计局：设计研发直升机
- OKB-4 - “闪电”设计局：设计研发空对空导弹及可重复使用航天运输系统的设计
- OKB-8 - “革新者”设计局：主要设计研发地对空导弹与反舰导弹
- OKB-19 - 什韦佐夫发动机设计局：设计研发航空发动机，最初负责仿制莱特飓风系列发动机。
- OKB-20/26/45 - 克里莫夫设计局：设计研发航空发动机，主要是涡轮喷气发动机与涡轮轴发动机。
- OKB-21 - 阿列克谢耶夫中央设计局：设计研发船只，特别是地效飞行器、水翼船与气垫船之类高速船只，曾建造里海怪物。
- OKB-23/482 - 米亚西舍夫设计局：设计研发战略轰炸机
- OKB-24 - 米库林设计局：二战期间设计研发活塞发动机，其后设计研发涡轮喷气发动机
- OKB-30 - 荣获劳动红旗勋章的无线电仪表技术研究所
- OKB-39 - 伊留申设计局：设计研发运输机、轰炸机、强击机等。
- OKB-47/115 - 雅科夫列夫设计局：设计研发教练机、战斗机、特技机等。研发生产过罕见的垂直起降战斗机。
- OKB-49 - 别里耶夫设计局：设计研发水上飞机
- OKB-51 - 苏霍伊设计局：最初由波里卡尔波夫领导，设计研发战斗机、截击机、攻击机。
- OKB-52 - 切洛梅设计局：设计研发运载火箭、洲际弹道导弹、反舰导弹等
- OKB-86 - Bartini
- OKB-115 - 雅科夫列夫设计局：生產戰鬥機
- OKB-117 - Klimov, Izotov
- OKB-120 - Zhdanov
- OKB-124 - N/A（製造Tu-121的冷卻系統）
- OKB-134 - 閃電設計局（Vympel NPO）: 設計生產多款空對空導彈如R-13 / AA-2「環礁」、R-60 / AA-8「蚜蟲」、R-77 / AA-12「蝰蛇」 等
- OKB-140 - N/A（製造Tu-121使用的水醇燃料起動器用發電機）
- OKB-153 - 安东诺夫设计局：生產運輸機，位於現今烏克蘭
- OKB-154 - 化工自动化设计局, 前身OKB-296，设计液氢液氧火箭发动机
- OKB-155 - 米高揚設計局：米高揚 格里維奇設計局的前身之一，主要生產戰鬥機
- OKB-155-2 -（有時候稱為OKB-2-155）代號第一次使用為OKB-155設計局衍生出來之支局，後來分配給別列茲尼亞克-伊薩耶夫設計局(Berezniak-Isaev,BI），現在分配給「彩虹」機械製造設計局(MKB Raduga).[2]
- OKB-156 - 圖波列夫設計局：生產轟炸機
- OKB-165 - 留里卡设计局：生產航空器引擎
- OKB-207 - Borovkov,and Florov
- OKB-240 - Yermolaev
- OKB-256 - Tsybin
- OKB-276 - 库兹涅佐夫设计局
- OKB-296 - 1946年更名为OKB-154
- OKB-300 - 图曼斯基设计局：生產軍用機引擎
- OKB-301 - 拉沃契金设计局：生產戰鬥機
- OKB-329 - 米里設計局：生產直升機
- SKB-385 - Makeev
- OKB-456 - 格鲁什科设计局
- OKB-458 - Chetverikov
- OKB-478 - 伊夫琴科-进步设计局，大涵道比涡扇发动机
- OKB-586 - 南方设计局设计战略导弹、火箭以及卫星
- OKB-692 - 原先命名為NPO "Electropribor"，於1959年時在烏克蘭卡爾科夫創立，現在為NPO Khartron。[3]
- OKB-938 - 卡莫夫设计局（Kamov）：生產直升機

Template:苏联及俄罗斯联邦武器设计制造机构